# Cerkiew Opieki Matki Bożej na Świętej Górze Jawor
Cerkiew Opieki Matki Bożej na Świętej Górze Jawor – drewniana cerkiew, greckokatolickie sanktuarium, zbudowane w 1929  na północnym stoku wzniesienia Jawor, położone we Wysowej-Zdroju. W latach 1969–2017 użytkowana przez prawosławnych.
Świątynia jak i otoczone kultem źródełko jest celem wielu pielgrzymek zarówno z Polski, jak i ze Słowacji. Góra Jawor jest uważana przez wyznawców prawosławia za świętą, w związku z objawieniami maryjnymi, jakie miały tam miejsce w okresie międzywojennym.

## Historia sanktuarium
Początki sanktuarium sięgają lat 20. XX w. i wiążą się z objawieniami maryjnymi, których po raz pierwszy doznała w dniu 21 września 1925 jedna z mieszkanek Wysowej. Wieści o powtarzających się objawieniach na polanie pod górą Jawor szybko stały się znane w całej okolicy i przyciągały coraz liczniejsze rzesze pielgrzymów. W związku z tym biskup greckokatolicki z Przemyśla (mimo niechętnego początkowo stanowiska) polecił zbudować w miejscu objawień cerkiew.
Świątynię wzniesiono w 1929. Obiekt zaprojektował nauczyciel Batiuk z Wysowej, natomiast głównym wykonawcą był cieśla Józef Ferenc z Huty Wysowskiej. 14 października tegoż roku (w święto Opieki Matki Bożej) cerkiew została konsekrowana.
W okresie okupacji hitlerowskiej sanktuarium nie było odwiedzane ze względu na bliskość granicy Generalnego Gubernatorstwa i Słowacji, co praktycznie uniemożliwiało dostęp do tego terenu.
Po wojnie, w wyniku wysiedlenia miejscowej ludności łemkowskiej w ramach Akcji „Wisła” (1947), opustoszałą świątynię przejęły Wojska Ochrony Pogranicza. W budynku cerkwi urządzono strażnicę, a wyposażenie wnętrza spalono (udało się uratować tylko jedną ikonę). Od 1956, tj. od rozpoczęcia powrotu Łemków na ojcowiznę, czyniono starania o odzyskanie świątyni, jednak nastąpiło to dopiero w 1969. Cerkiew została odremontowana i na nowo wyposażona, przy wydatnej pomocy Łemków z USA. Świątynia weszła w skład parafii św. Michała Archanioła w Wysowej-Zdroju (Polskiego Autokefalicznego Kościoła Prawosławnego).
Po wieloletnich sporach sądowych, cerkiew została ostatecznie przyznana grekokatolikom (2017). Od tego czasu prawosławni celebrują nabożeństwa przy ołtarzu polowym, usytuowanym na pobliskiej działce, będącej własnością Polskiego Autokefalicznego Kościoła Prawosławnego (planowana jest na jej terenie budowa świątyni prawosławnej).

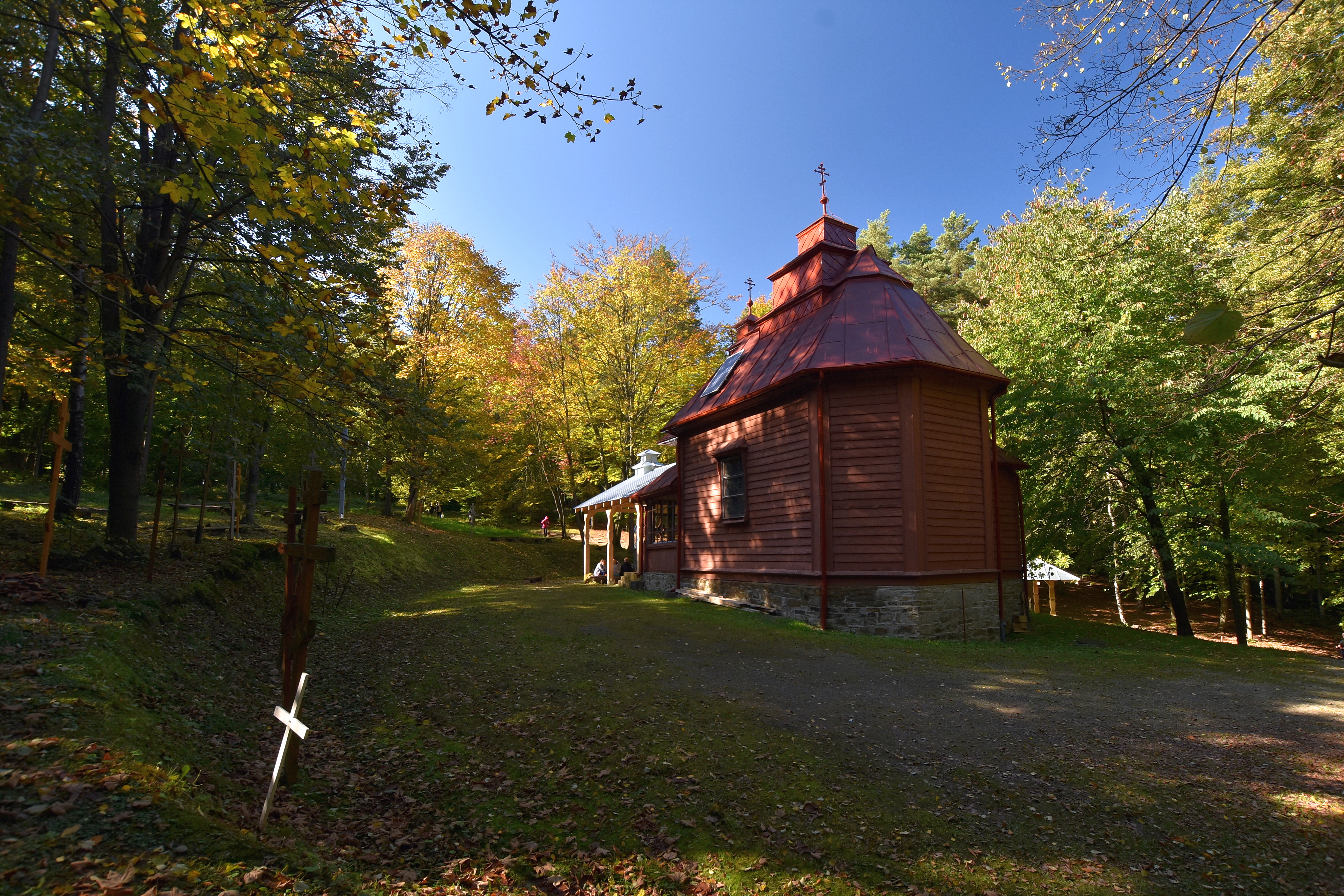
Widok od strony prezbiterium
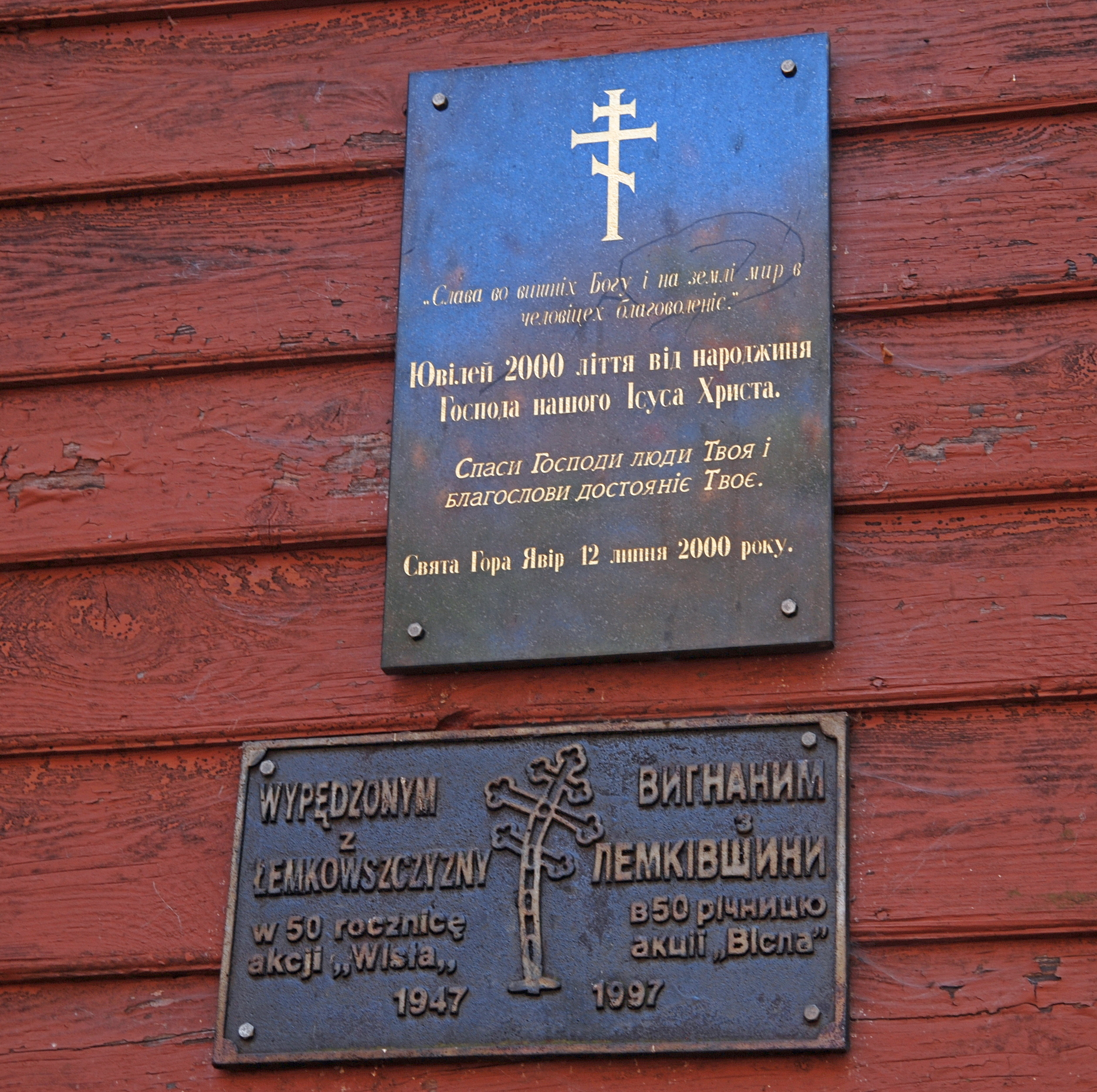
Tablica na cerkwi upamiętniająca 50-lecie Akcji „Wisła”
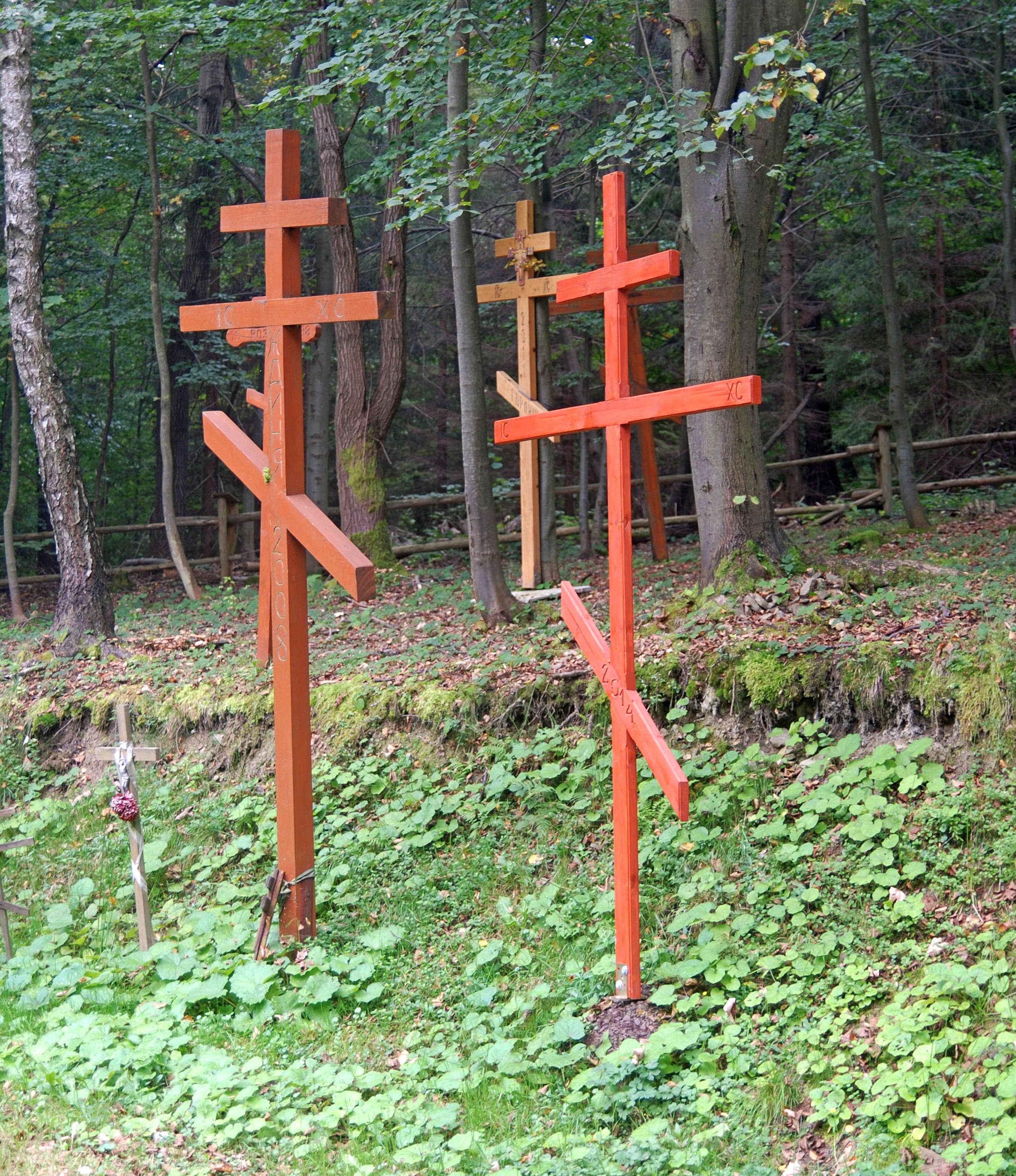
Krzyże pielgrzymie

## Architektura cerkwi
Budowla wzniesiona na kamiennej podmurówce, drewniana, o konstrukcji zrębowej, salowa, zamknięta trójbocznie. Od frontu dwukondygnacyjny, przeszklony przedsionek. Z boku nawy zakrystia z oddzielnym wejściem. Dachy cerkwi blaszane (pierwotnie kryte gontem). Świątynia posiada dwie wieżyczki (zwieńczone daszkami namiotowymi z ośmioramiennymi krzyżami) – nad przedsionkiem i nawą. Wnętrze ozdobione polichromią wykonaną po 1969. Ikony w większości współczesne.

## Święta
Główne uroczystości w sanktuarium odbywają się:
- w piątą niedzielę po Passze (Wielkanocy) – w trakcie nabożeństwa ma miejsce obrzęd święcenia wody z pobliskiego źródełka, którą następnie wierni zabierają do domów,
- w święto Apostołów Piotra i Pawła (12 lipca, czyli według starego stylu 29 czerwca) – tego dnia wyrusza z Wysowej procesja, której uczestnicy niosą krzyże, wkopywane następnie w sąsiedztwie cerkwi,
- w święto Opieki Matki Bożej (14 października, czyli według starego stylu 1 października).